# فريدريش كايزر
فريدريش كايزر (بالألمانية: Friedrich Kaiser)‏ (و. 1814 – 1874 م) هو مؤلف، وكاتب، وممثل مسرحي نمساوي، ولد في بيبراخ آن در ريس، توفي في فيينا، عن عمر يناهز 60 عاماً.